# Sainte-Marguerite-sur-Fauville
Sainte-Marguerite-sur-Fauville és un municipi francès situat al departament del Sena Marítim i a la regió de Normandia. L'any 2007 tenia 240 habitants.

## Demografia

### Població
El 2007 la població de fet de Sainte-Marguerite-sur-Fauville era de 240 persones. Hi havia 80 famílies de les quals 8 eren unipersonals (4 homes vivint sols i 4 dones vivint soles), 28 parelles sense fills, 40 parelles amb fills i 4 famílies monoparentals amb fills.
La població ha evolucionat segons el següent gràfic:
Habitants censats

### Habitatges
El 2007 hi havia 89 habitatges, 85 eren l'habitatge principal de la família i 4 eren segones residències. 82 eren cases i 4 eren apartaments. Dels 85 habitatges principals, 65 estaven ocupats pels seus propietaris i 20 estaven llogats i ocupats pels llogaters; 1 tenia una cambra, 2 en tenien dues, 18 en tenien tres, 17 en tenien quatre i 47 en tenien cinc o més. 72 habitatges disposaven pel capbaix d'una plaça de pàrquing. A 41 habitatges hi havia un automòbil i a 41 n'hi havia dos o més.

### Piràmide de població
La piràmide de població per edats i sexe el 2009 era:
| Homes | Edats   | Dones |
| ----- | ------- | ----- |
| 0     | 95 o +  | 0     |
| 0     | 90 a 94 | 0     |
| 0     | 85 a 89 | 0     |
| 4     | 80 a 84 | 0     |
| 0     | 75 a 79 | 4     |
| 0     | 70 a 74 | 0     |
| 12    | 65 a 69 | 8     |
| 4     | 60 a 64 | 8     |
| 0     | 55 a 59 | 0     |
| 16    | 50 a 54 | 4     |
| 16    | 45 a 49 | 12    |
| 12    | 40 a 44 | 20    |
| 4     | 35 a 39 | 8     |
| 8     | 30 a 34 | 8     |
| 8     | 25 a 29 | 4     |
| 16    | 20 a 24 | 12    |
| 12    | 15 a 19 | 20    |
| 12    | 10 a 14 | 20    |
| 8     | 5 a 9   | 12    |
| 12    | 0 a 4   | 8     |

## Economia
El 2007 la població en edat de treballar era de 154 persones, 105 eren actives i 49 eren inactives. De les 105 persones actives 95 estaven ocupades (47 homes i 48 dones) i 10 estaven aturades (3 homes i 7 dones). De les 49 persones inactives 18 estaven jubilades, 19 estaven estudiant i 12 estaven classificades com a «altres inactius».

### Ingressos
El 2009 a Sainte-Marguerite-sur-Fauville hi havia 90 unitats fiscals que integraven 245 persones, la mediana anual d'ingressos fiscals per persona era de 17.568 €.

### Activitats econòmiques
Dels 2 establiments que hi havia el 2007, 1 era d'una empresa de fabricació d'altres productes industrials i 1 d'una empresa immobiliària.
L'any 2000 a Sainte-Marguerite-sur-Fauville hi havia 4 explotacions agrícoles.

## Poblacions més properes
El següent diagrama mostra les poblacions més properes.